# Stanislas Baudry
Pour les articles homonymes, voir Baudry et Stanislas Baudry.
Stanislas Baudry, né le 3 décembre 1777 à Vieillevigne, mort le 13 mars 1830 à Paris, ancien médecin et colonel du premier empire, est un homme d'affaires français, pionnier des transports en commun avec l'ouverture, à Nantes puis à Paris, de lignes régulières effectuées avec des voitures à cheval spécialement aménagées, qui lui doivent aussi pour une part leur nom d'omnibus.

## Biographie
Son père, Charles René Auguste Baudry, est d'abord chirurgien (à l'époque, un sous-médecin) du bourg de Vieillevigne, puis ayant obtenu le diplôme de docteur en médecine, exerce à Machecoul, où la famille déménage en 1788.
Stanislas fait ses études secondaires au collège de Machecoul, puis étudie la médecine à Nantes et à Paris. Il exerce comme militaire dans l'armée napoléonienne, notamment lors de la campagne de France en 1814. Il a atteint le grade de colonel lorsque la Restauration le met en retraite avec la « demi-solde », comme tous les officiers jugés hostiles à la royauté.
De retour à Nantes, il débute dans les affaires en reprenant une minoterie dans le quartier de Richebourg (situé le long de l'actuelle allée Commandant-Charcot, anciennement « quai de Richebourg », tandis que la rue de Richebourg se trouve derrière l'ancien quai). Il équipe son moulin à farine d'une machine à vapeur baptisée « pompe à feu de Richebourg », puis crée à côté un établissement de bains alimenté en eau chaude par la condensation de la vapeur d'eau dégagée par la machine à vapeur de son usine. Cherchant à rendre rentable son établissement de bains un peu éloigné du centre-ville, il crée au début de l'année 1826 un service de transport avec une voiture équipée pour des passagers, où il est écrit « Bains de Richebourg ». Le transport est gratuit ; la voiture effectue des trajets à horaires réguliers entre la « place du Port-aux-vins » (actuelle place du Commerce) et l'établissement de Richebourg, l'entrepreneur prévoyant de rentrer dans ses fonds avec l'augmentation des entrées dans ses bains. En fait, beaucoup de clients empruntent la voiture simplement pour aller d'un quartier à l'autre, sans aller aux bains, étant donné que le quartier Richebourg est très actif sur le plan économique. Stanislas Baudry en tire la conséquence qu'il existe un marché pour une entreprise de transport collectif.
Cette entreprise apparaît en public le 10 août 1826, après avoir obtenu de la municipalité l’autorisation d’établir un service de voitures dans les rues de Nantes ; il publie un prospectus pour informer d'éventuels investisseurs. La société commence à opérer le 30 septembre 1826 ; Stanislas Baudry en est le principal actionnaire et le directeur (l'entrepreneur, comme le dit le prospectus). Au départ, elle établit deux lignes : Rue de Richebourg-Salorges (le long de la Loire) et Pont de la Poissonnerie (au nord-est de l'île Feydeau)-Tour Pirmil (à travers les îles de Loire). Elle fait rouler deux voitures à suspension aménagées pour permettre le transport de 16 voyageurs. Stanislas Baudry est aussi un communicant : pour baptiser son entreprise, il emprunte le nom de l’opéra-comique à succès de Boieldieu, La Dame blanche. Les voitures sont peintes en blanc et portent le nom de l'entreprise. Le surnom d'omnibus apparaît cependant très rapidement. L'entreprise connaît le succès : de septembre 1826 à janvier 1828, pour un capital apporté d'environ 23 500 francs, elle dégage un bénéfice de 8 200 francs.

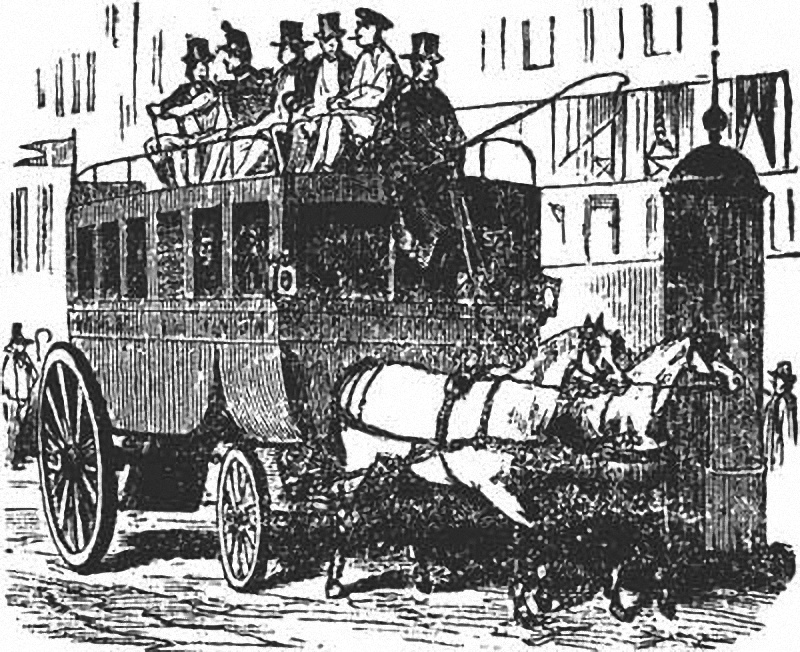
Omnibus parisien au XIX.

Dès 1827, il sollicite une autorisation pour Paris, mais celle-ci est d'abord refusée par le préfet Delavau. Il faut attendre un changement de gouvernement en janvier 1828 et l'arrivée du préfet De Belleyme pour que l'autorisation soit accordée. L'entreprise formée alors avec l'intervention d'investisseurs parisiens, l’Entreprise générale des omnibus de Paris absorbe la compagnie nantaise. L'EGO, dont Stanislas Baudry est encore le directeur commence à opérer ses deux lignes parisiennes le 12 avril 1828. Elles relient la Bastille à la Madeleine et au Carrousel. Huit mois plus tard, la compagnie compte 200 employés, 800 chevaux et 89 voitures.
La même année, Edmond Baudry, fils de Stanislas, crée deux sociétés similaires à Bordeaux et à Lyon.
En février 1830, l'entreprise parisienne est dans une situation difficile, en raison de l'apparition entre-temps de plusieurs concurrents et surtout d'un hiver rigoureux qui fait flamber les prix des fourrages ; menacé de faillite, Stanislas Baudry se suicide en se tirant une balle dans la tête devant les écuries de sa compagnie, sur les bords du canal Saint-Martin (quai de Jemmapes). En fait, l'entreprise survit à cette crise. En 1855, elle est l'élément essentiel de la Compagnie générale des omnibus, ancêtre de la Régie autonome des transports parisiens (RATP).
Il est inhumé au cimetière du Père-Lachaise (37e division).

## Le rôle de Stanislas Baudry comme innovateur

### L'invention du système de transport
En ce qui concerne l'époque contemporaine, Stanislas Baudry est le premier en France à avoir fait circuler des véhicules ouverts à tous sur des lignes prédéfinies.
Mais il s'est certainement inspiré de l'initiative privée d'Étienne Bureau, petit-fils d'un armateur nantais, qui, peu avant celle de Baudry, met en place un service de transport des employés de son grand-père par une voiture circulant entre la rue Jean-Jacques-Rousseau et les Salorges, où se trouve le bureau de la Douane.
On doit aussi évoquer une initiative de John Greenwood en 1824 à Manchester. John Greenwood, propriétaire d'une barrière d'octroi, instaure, le 1er janvier 1824, un service régulier de voitures de cette barrière vers la rue du Marché ; les voitures peuvent transporter huit ou neuf personnes. Il n'y a que trois rotations par jour et le tarif est assez élevé : ce service vise une clientèle de personnes aisées, notamment des commerçants.

### L'invention du terme «Omnibus»
Le mot « Omnibus » viendrait de ce que sur la ligne d'Étienne Bureau ou de Stanislas Baudry, l'arrêt principal était situé devant le commerce d'un chapelier à l'enseigne Omnes Omnibus ; le propriétaire des lieux portant le nom d'Omnès, la traduction de cette expression latine (littéralement : « Tous pour tous ») pouvait être « Omnès pour tous ». Les employés auraient pris l'habitude de dire « Je vais à l'omnibus », cette habitude ayant perduré lors de l'installation des lignes de la Dame blanche. Stanislas Baudry l'utilise et l'officialise lorsqu'il crée son Entreprise Générale de l'Omnibus en 1828.
Toutefois, aucun document d'époque n'atteste catégoriquement l'origine à partir d'une inscription commerciale Omnes Omnibus ; la seule chose certaine est la première apparition du mot « omnibus » dans le cadre de l'entreprise créée par Stanislas Baudry en 1828. Une version différente de l'origine du mot est fournie par un article publié dans le Bulletin de la Société archéologique de Nantes en 1892 ; cet article cite aussi un texte de presse de 1826 et une chanson sur les omnibus de 1828.

## Hommage
Des rues portent son nom :
- Rue Stanislas-Baudry, à Vieillevigne ;
- Rue Stanislas-Baudry, à Nantes, dans l'ancien quartier Richebourg (Jardin des Plantes, Lycée Clemenceau, Gare SNCF).